# Time Works Wonders
Time Works Wonders – czterdziesty drugi singel południowokoreańskiego zespołu TVXQ, wydany w Japonii 5 listopada 2014 roku przez Avex Trax. Został wydany w trzech edycjach: regularnej CD, limitowanej CD+DVD oraz „Bigeast”. Osiągnął 2 pozycję w rankingu Oricon i pozostał na liście przez 7 tygodni, sprzedał się w nakładzie 115 877 egzemplarzy w Japonii. Singel zdobył status złotej płyty.

## Lista utworów

### CD
| CD | CD                                        | CD             | CD                                           | CD                 | CD      |
| Nr | Tytuł utworu                              | Tekst          | Kompozycja                                   | Aranżacja          | Długość |
| -- | ----------------------------------------- | -------------- | -------------------------------------------- | ------------------ | ------- |
| 1. | „Time Works Wonders”                      | Shinjirō Inoue | Jamie Hartman, Peter Gordeno                 | Takegami Yoshinari | 3:52    |
| 2. | „Baby, don't cry”                         | H.U.B.         | Fredrik Jernberg, Erik Lidbom, Hide Nakamura | Daisuke Kadowaki   | 3:43    |
| 3. | „Time Works Wonders” (A Cappella Version) | Shinjirō Inoue | Jamie Hartman, Peter Gordeno                 | Shinjirō Inoue     | 3:58    |
| 4. | „Time Works Wonders” (Less Vocal)         |                | Jamie Hartman, Peter Gordeno                 | Takegami Yoshinari | 3:52    |
| 5. | „Baby, don't cry” (Less Vocal)            |                | Fredrik Jernberg, Erik Lidbom, Hide Nakamura | Daisuke Kadowaki   | 3:43    |

### CD+DVD
| CD | CD                                | CD             | CD                                           | CD                 | CD      |
| Nr | Tytuł utworu                      | Tekst          | Kompozycja                                   | Aranżacja          | Długość |
| -- | --------------------------------- | -------------- | -------------------------------------------- | ------------------ | ------- |
| 1. | „Time Works Wonders”              | Shinjirō Inoue | Jamie Hartman, Peter Gordeno                 | Takegami Yoshinari | 3:52    |
| 2. | „Baby, don't cry”                 | H.U.B.         | Fredrik Jernberg, Erik Lidbom, Hide Nakamura | Daisuke Kadowaki   | 3:43    |
| 3. | „Time Works Wonders” (Less Vocal) |                | Jamie Hartman, Peter Gordeno                 | Takegami Yoshinari | 3:52    |
| 4. | „Baby, don't cry” (Less Vocal)    |                | Fredrik Jernberg, Erik Lidbom, Hide Nakamura | Daisuke Kadowaki   | 3:43    |

| DVD | DVD                                                  | DVD     |
| Nr  | Tytuł utworu                                         | Długość |
| --- | ---------------------------------------------------- | ------- |
| 1.  | „Time Works Wonders” (Video Clip)                    |         |
| 2.  | „Time Works Wonders” ((Video Clip) -Off Shot Movie-) |         |

## Notowania
| Lista                             | Pozycja |
| --------------------------------- | ------- |
| Oricon Weekly Singles Chart       | 2       |
| Oricon Yearly Singles Chart       | 59      |
| Billboard Japan Hot 100           | 1       |
| Billboard Japan Top Singles Sales | 2       |